# Apriorismo
En la época moderna, el apriorismo se refiere a posiciones epistemológicas que suponen que cierto conocimiento puede justificarse sin referencia a la experiencia,  o, en un sentido más estricto, que el conocimiento es posible enteramente sin ninguna experiencia. La verdad de las afirmaciones debe probarse mediante deducción lógica a partir de premisas verdaderas. Sólo entran en consideración aquellos presupuestos que pueden considerarse necesarios para la razón, independientemente de cualquier experiencia. Los críticos acusan al apriorismo de cometer una petitio principii, es decir, se debe probar algo que ya se supone que es cierto. Johann August Heinrich Ulrich, contemporáneo de Kant y profesor de filosofía en Jena, criticó el apriorismo de Kant en este sentido. Kant sostuvo que su filosofía estaba firmemente basada en categorías y conceptos a priori.

## Características
El apriorismo de la época moderna se sitúa en la tradición del racionalismo. Sólo pueden considerarse enunciados verdaderos las verdades eternas y sus consecuencias, que tienen su base suficiente en axiomas evidentes o en otros enunciados válidos a priori y encuentran así una justificación final. El modelo para esta visión lo proporcionó no sólo la geometría euclidiana sino sobre todo la Crítica de la razón pura de Immanuel Kant. Muchos consideran que esta última es una respuesta a la crítica de David Hume  al apriorismo.
Hume consideraba que la causalidad, entre otras cosas, era una idea cuestionable. No se puede observar la causalidad, dijo, ya que una suposición que la gente hace por costumbre. Filosóficamente, no se puede decidir si las relaciones causales son verdaderas.  Kant intentó salvar el principio de causalidad mediante una justificación a priori. La causalidad -respondió- es a priori, es decir, una categoría incuestionable del pensamiento humano que la gente utiliza espontáneamente para reconocer relaciones causale. Kant se guio, entre otras cosas, por la física newtoniana, para la cual la causalidad era considerada a priori en su época. Desde entonces, la física ha cambiado repetidamente sus teorías, de modo que la convicción de Kant ya no encuentra respaldo en este sentido en el estado y desarrollo de las ciencias naturales.

## Apriorismo antiguo y medieval
La teoría de las ideas de Platón era apriorística. Partía del supuesto de que el conocimiento humano presupone ideas objetivas que se recuerdan espontáneamente y que, por tanto, posibilitan percepciones verdaderas. Los historiadores de la filosofía llaman a esto la teoría de la reminiscencia. Según Platón, las ideas objetivas producen conocimiento verdadero a través de la participación humana en el Absoluto.
El padre de la Iglesia de la Antigüedad tardía, Agustín, introdujo el término abditum mentis (“escondite de la mente” o “lo oculto de la mente”) en su obra La Trinidad, que contiene su teoría del conocimiento. Con esta expresión se refería a una zona en lo más profundo de la mente humana, cuyo contenido se supone que es un conocimiento a priori que se considera la base del pensamiento y de todo conocimiento. Según la teoría de Agustín, la “profundidad más oculta de nuestra memoria” es el lugar donde el hombre encuentra contenidos que no provienen de sus recuerdos almacenados, sino que piensa por primera vez. En el pensamiento aparece una intuición que surge de una intuición que ya estaba en la memoria pero que estaba oculta allí.
Según Tomás de Aquino, la mente humana está conectada con el espíritu divino. De esta manera, los humanos adquieren conocimientos sobre el orden del mundo (incluidas las leyes naturales) que van más allá de la experiencia.

## Posiciones apriorísticas
A principios de la era moderna, René Descartes practicó la filosofía apriorística. Su exigencia es que debe empezar a pensar a partir a partir de “ideas claras e inequívocamente definibles”. De aquí proviene el verdadero conocimiento. Otro indicio del apriorismo es el carácter matemático-geométrico de su pensamiento. Para Descartes, todo lo que se puede deducir de otras cosas conocidas con certeza debe ser necesariamente verdadero.
Gottfried Wilhelm Leibniz mencionó “principios originales de diversos conceptos y teoremas, que los objetos externos despiertan en el alma sólo en ocasiones”. Los llamó “contenidos inteligibles de la mente”. Estaba de acuerdo con Platón en que estos conceptos universales o entidades eternas poseen una realidad superior a las cosas individuales perceptibles por los sentidos. Todo es completamente cierto si se lo interpreta correctamente.
Georg Wilhelm Friedrich Hegel postuló el espíritu mundial absoluto y una lógica objetiva. Se desarrollan dialécticamente. Ambos se dan a priori. El espíritu del mundo filosofa a través de Hegel.  Hegel está convencido de ello.
Herbert Spencer defendió un apriorismo de la idea de progreso y desarrollo. Sus verdades y valores a priori denotan experiencias genéricas. Son la fuerza impulsora del continuo desarrollo y avance de la humanidad y por tanto garantizan el progreso. Esto se refleja en el desarrollo cultural y civilizacional.
El apriorismo fue representado de forma más o menos explícita por el neokantismo y por Jakob Friedrich Fries hasta Husserl, con lo que la posición de Kant, que fluctuaba en detalles entre la metateoría y la psicología, fue en parte fuertemente reformulada o debilitada.
Los marxistas aceptan un apriorismo relativo. Los requisitos físicos –sentidos y órganos– son el resultado de un largo proceso histórico. Cada persona los experimenta como algo dado; En este sentido son a priori. Esto también es relativamente a priori: la gente crece en un mundo en el que ya existen conocimientos que el individuo no ha adquirido por sí mismo. De manera similar, esto también se aplica a las teorías científicas. Se encuentran y se aplican, por así decirlo, a priori.
En economía, Ludwig von Mises surgió como representante de una teoría económica que, como ciencia apriorística, se sitúa al mismo nivel que la lógica y las matemáticas. Friedrich August von Hayek, por su parte, considera que las afirmaciones empíricas sobre el conocimiento y el actuar de los individuos son esenciales en economía, además de la “lógica pura de la elección”, que sólo permite explicaciones causales ideales-típicas.

## Crítica de las posiciones apriorísticas
Ernst Cassirer, como más tarde Karl Popper, tiene en cuenta la crítica al apriorismo al reinterpretar el principio de causalidad como postulado de la metodología: la búsqueda de regularidades (sin pretender una afirmación metafísica correspondiente). Para liberar la teoría del conocimiento del apriorismo, Hans Albert exige finalmente que la teoría del conocimiento sea interpretada como hipótesis metafísica y empírica.
Friedrich Engels introdujo la sección “Filosofía” del Anti-Dühring con el capítulo “Apriorismo”. El "método apriorístico" es criticado: "No se trata de reconocer las propiedades de un objeto a partir del objeto mismo, sino deducirlas demostrablemente del concepto del objeto. Primero, se crea el concepto del objeto a partir del objeto; luego, se invierte la situación y se mide el objeto por su imagen, el concepto. Ahora, el concepto no debería basarse en el objeto, sino el objeto en el concepto."
Max Weber criticó a Rudolf Stammler por convertir la concepción materialista de la historia en un apriorismo en el que “las leyes naturales y las normas lógicas se funden una en otra”, una escolástica que se queda muy por detrás de Kant.
Hans Albert cita estudios antropológicos como los de Arnold Gehlen como argumento contra la “extraña visión” de que la acción humana puede ser capturada y analizada por una teoría a priori sin la ayuda del conocimiento empírico.
Karl Popper afirmó que los defensores del apriorismo –Kant y Fries– no pueden explicar en qué se diferencia un punto de vista no apriorista de uno apriorista (con respecto a la justificación del principio de inducción). No se proporciona ninguna evidencia concluyente. Más bien, parten de la “presuposición dogmática” de que existe un “principio de inducción válido a priori”. Esta petición de principios queda oculta por la derivación de “ciertos principios a priori”, que ya contiene el supuesto del principio de inducción válido a priori. Ni la afirmación de Kant de que estas presuposiciones a priori son verificables "intersubjetivamente", ni la afirmación de Fries de que pueden captarse a través de la "intuición intelectual" son adecuadas para proporcionar tal evidencia.
La principal objeción al falibilismo es que este tipo de estrategia de justificación, para justificar la verdad absoluta de las afirmaciones según su objetivo, elige precisamente la base más débil, probada o comprobable, para hacerlo.